# Nicole Linkletter
Nicole Linkletter (n. 27 februarie 1985, Grand Forks, North Dakota) este un fotomodel american.

## Date biografice
Nicole devine cunoscută după ce a fost aleasă în 2005 America’s Next Top Model. Ulterior ea semnează contracte cu agențiile de modă Ford Models. CoverGirl cosmetics și este Covergirl (pe prima pagină) la o ediție a revistei ELLEgirl.